# Parati
Parati (en ortografia tradicional brasilera i usualment, Paraty) és una ciutat brasilera situada a l'oest de l'Estat de Rio de Janeiro, a la microregió de Bahia de Ilha Grande i a 258 km al SO de la capital de l'estat. La ciutat és a la vora de l'oceà i entre dos rius, i és el cap d'un municipi del mateix nom.
Durant el període colonial, Parati fou el més important dels ports exportadors d'or del Brasil. L'eixample modern s'ha construït a distància i separat del centre històric de la ciutat. Aquest darrer, tot ell d'arquitectura colonial, té una gran personalitat i caràcter. Protegit des de 1958 per l'Instituto do Patrimônio Histórico e Artístico Nacional (IPHAN) i declarat Patrimoni de la Humanitat per la UNESCO el 1966, té planta de quadrícula, amb els carrers empedrats i es troba molt ben mantingut. Hi ha una gran quantitat d'esglésies d'aquest període.
El paratge és d'una gran bellesa natural, al peu de muntanyes de boscos tropicals i rius que formen cascades, i vora la badia d'Ilha Grande, esquitxada de nombroses illes. Està voltat de parcs naturals i àrees protegides, com la que inclou el poble de Trindade. El terme municipal té unes quantes platges, de sorra molt fina i aigües tèrboles. El centre històric i les restes excavades properes del Caminho do Ouro en completen l'atractiu.
És un nucli turístic molt apreciat de l'anomenada Costa Verde, que ha acollit personalitats destacades de la societat brasilera, com ara el príncep de l'antiga casa imperial João Maria de Orléans e Bragança. L'economia es complementa amb la pesca, l'agricultura (banana i canya de sucre) i la producció d'alcohol de canya de sucre (cachaça).
El nom de la ciutat deriva d'una paraula indígena en llengua tupí que significa "riu del peix blanc", en referència al mugil curema, abundant en els rius que desemboquen a la badia.

## Història
Quan hi arribaren les primeres expedicions portugueses, la contrada era poblada pels indis guaianes, que aviat foren objecte d'apresaments per a fer-los treballar a les plantacions. El 1630 es construí al lloc una capella dedicada a São Roque, en el Morro do Forte, vora mar. Al voltant d'aquesta capella sorgí un primer nucli de poblament portuguès, dependent d'Angra dos Reis, a l'altre extrem de la badia.
El 1636 fou fundada una vila nova al lloc on actualment es troba el centre històric, al voltant d'una capella dedicada a Nossa Senhora dos Remédios. Després de diferents intents fallits, el 1667 els habitants de la Vila de Nossa Senhora dos Remédios de Paraty aconseguiren del rei de Portugal el privilegi que els independitzava definitivament d'Angra dos Reis i els convertia en ciutat. El creixement de la ciutat es va veure afavorit pel drenatge de les riqueses de la colònia cap a Portugal, especialment de l'or de Minas Gerais, la ruta del qual (Caminho do Ouro) passava per l'excel·lent port natural de Parati camí de Rio, però de la canya de sucre, produïda a les plantacions de les planes properes.
L'amenaça constant dels corsaris anglesos i francesos impulsà els portuguesos primer a fortificar el lloc i després a construir, des de 1710, una ruta alternativa a l'interior. A Parati la mesura provocà rebel·lions i una minva de la ciutat durant el segle xviii, que va redirigir l'economia a la producció d'aiguardent de canya de sucre (150 destil·leries en actiu el 1820). El comerç del cafè i el tràfic d'esclaus, traslladat a les antigues rutes de l'or per defugir les primeres prohibicions des de Rio, completaven l'economia local durant el segle xix. Però les males comunicacions terrestres, sobretot amb la marginació de la ciutat de la via del ferrocarril, en van fer un indret secundari fins a mitjan segle xx, en què es construeixen noves carreteres i esdevé un centre turístic important.

## Com arribar-hi
Per mar, amb ferri o creuer des de Rio de Janeiro, Angra dos Reis i Ilha Grande.
Per carretera, des de Rio de Janeiro o São Paulo, prenent la BR-101. Des d'aquestes ciutats hi ha servei públic d'autobús cada mitja hora, des de les 4 de la matinada fins a les 10 de la nit. Des de Rio de Janeiro el trajecte és d'unes 4 hores; des de São Paulo, d'unes 6. Existeixen també transports col·lectius privats.
Per aire, s'hi pot arribar des de Rio de Janeiro o São Paulo, amb helicòpters xàrter o petites avionetes comercials.